# Riverbank Arena
Riverbank Arena er et midlertidigt idrætsanlæg i London. Det består af to baner, hvoraf den der bruges til kampe har tilskuerpladser. Anlægget blev brugt til hockey under OL 2012. Det er den første olympiske hockeybane, der ikke er grøn.